# 哈桑·班納
哈桑·艾哈默德·阿卜杜勒·拉曼·穆罕默德·班納（阿拉伯語：حسن أحمد عبد الرحمن محمد البنا，1906年10月14日—1949年2月12日），埃及著名社會運動家及遜尼派伊瑪目，致力於推動埃及的社會改革以及伊斯蘭世界的政治革新運動，生於馬赫穆迪亞，早年曾任教師，但以3、40年代期間創立及領導穆斯林兄弟會而聞名。它是伊斯蘭世界在二十世紀中最大及最富影響力的伊斯蘭原教旨主義政治團體，直到今天仍然活躍在伊斯蘭世界。

## 個人生平

### 早期生活
10月14日生於埃及尼羅河三角洲西北部馬赫穆迪亞。父親謝赫艾哈邁德·阿布杜·熱合曼·班納·薩阿提（Sheikh Ahmad 'Abd al-Rahman al-Banna al-Sa'ati）是當地清真寺的伊瑪目和罕百里教法講授教師。他曾就讀於開羅的伊斯蘭教宗教學校（دارالعلم），個人擁有一家維修手錶和出售老舊留聲機的店鋪.
哈桑·班納屬於遜尼派成員，但年輕時深受蘇菲派影響。

### 後期和遭遇暗殺
1949年2月12日在開羅遇刺。
當哈桑·班納和他的兄弟準備搭乘計程車時遭遇兩名男子的暗殺。

## 親友
他是瑞士著名穆斯林學者塔里克·拉馬丹的外祖父，也是著名埃及美術類兄弟會成員賈麥勒·班納（Gamal al-Banna）的哥哥.

## 外部連結
- 哈桑·班納網
- biography（页面存档备份，存于）
- Founder of the Muslim Brotherhood, Al-Banna was one of the century's most original thinkers（页面存档备份，存于）
- The Ten Principles of Hasan al-Banna（页面存档备份，存于）
- Letter to a Muslim Student（页面存档备份，存于）
- Hasan al-Banna（页面存档备份，存于）
- "On Jihad" from Five Tracts of Hasan al-Banna

| 宗教頭銜        | 宗教頭銜                         | 宗教頭銜                 |
| --------------- | -------------------------------- | ------------------------ |
| 前任： <新職稱> | 穆斯林兄弟會首任總導師 1928–1949 | 繼任： Hassan al-Hudaybi |